# Anencefalie

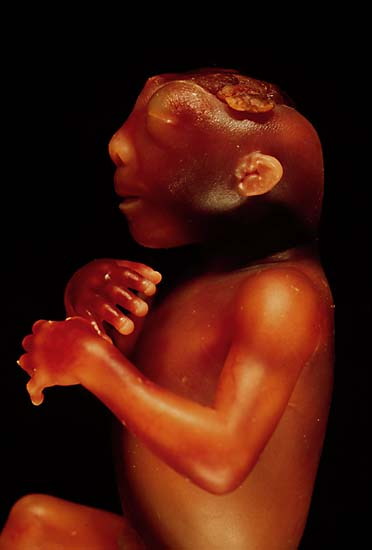
Plod s anencefalií

Anencefalie je absence hlavní části mozku, lebky a pokožky hlavy, ke kterému dochází během embryonálního vývoje. Je to porucha, která vyplývá z defektu neurální trubice, který nastane, když se rostrální konec (hlava) neurální trubice neuzavře, většinou mezi 23. a 26. dnem po početí. Dětem narozeným s touto poruchou obvykle chybí telencephala, největší část mozku, skládající se hlavně z mozkových hemisfér, včetně neokortexu, který je zodpovědný za poznání. Zbývající struktura je obvykle pokryta pouze tenkou membránou – kůže, kosti, mozkové pleny, atd. všechny chybí. Až na několik málo výjimek děti s touto poruchou nepřežily déle než pár hodin, případně dnů po narození.

## Příznaky
Národní institut neurologických poruch a mozkového infarktu (NINDS) popisuje projevy této poruchy následovně: „dítě narozené s anencefalií je obvykle slepé, hluché, neví o svém okolí a není schopno cítit bolest. I když někteří jedinci s anencefalií se mohou narodit s hlavním mozkovým kmenem, absence funkční mozkové hemisféry trvale vylučuje možnost, že získají povědomí o svém okolí. Reflexivní činnosti, jako je dýchání a reakce na zvuk nebo dotek, se mohou vyskytovat.“

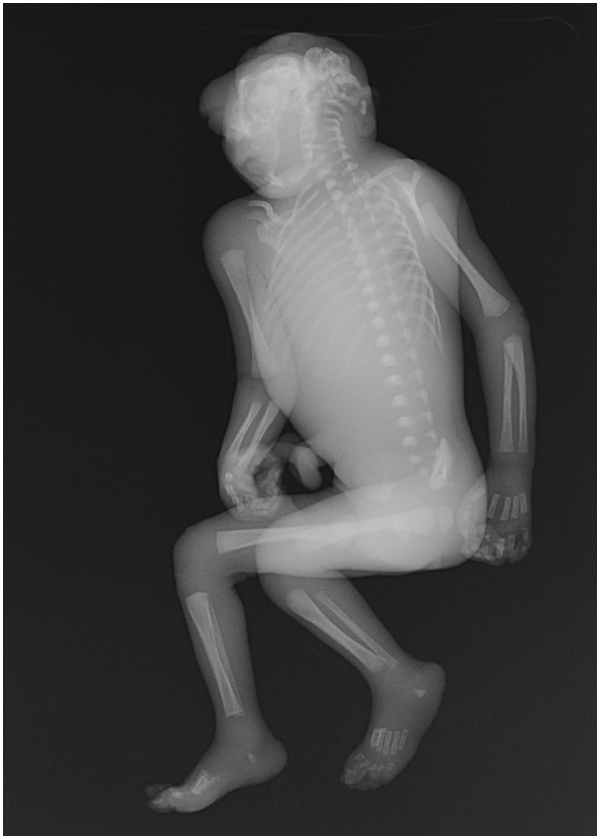
Rentgen novorozence s anencefalií

## Prognóza
Neexistuje žádný lék nebo standardní léčba pro anencefalii a prognóza je smrt. Většina anencefalických plodů (v 55 % nepřerušených těhotenství) nepřežije porod. Novorozenci, kteří porod přežijí, obvykle umírají během několika hodin nebo dní po porodu na srdeční zástavu.
Pouze ve 4 zaznamenaných případech dítě s anencefalií přežilo delší časové úseky. Zatím nejdéle žila Angela Morales z USA, která zemřela v roce 2017 ve věku 3 let a 9 měsíců.
Kvůli své prognóze se novorozenci s anencefalií neresuscitují.